# Dodecaedro
Na geometria, um dodecaedro (do grego δωδεκάεδρον, doze faces) é qualquer poliedro que tenha doze faces. O mais familiar é o dodecaedro regular, um sólido platônico constituído por doze pentágonos regulares.

## Área e volume
{\displaystyle V={\begin{matrix}{1 \over 4}\end{matrix}}(15+7{\sqrt {5}})a^{3}}
O dodecaedro possui 12 faces/pentonais 20 vértices e 30 arestas.

## Dual
O poliedro dual do dodecaedro é o icosaedro.

## Minerais
O mineral pirita aparece frequentemente em cristais isométricos sob a forma de dodecaedros.

## Descoberta em 2020
Em 2020, um trio de matemáticos resolveu uma questão aparentemente simples sobre o dodecaedro: Num dos vértices do dodecaedro será que existe alguma linha direta que permita voltarmos à nossa posição original, sem passar por nenhum dos outros dezanove vértices?
Três matemáticos, Jayaved Athreya, David Aulicino e Patrick Hooper, mostraram no seu estudo, publicado no jornal Experimental Mathematics, que há um número infinito destas linhas no dodecaedro, contrariando a regra dos outros quatro sólidos platónicos, já que não existem estas linhas no tetraedro, no cubo, no octaedro e no icosaedro.
No entanto, a descoberta não foi fácil: foi necessário adotar técnicas modernas e algoritmos de computador. De acordo com Anton Zorich, um matemático do Instituto de Matemática de Jussieu, em Paris, “este processo seria impensável há vinte anos”. Mesmo há dez anos, “requereria um enorme esforço para escrever todo o software necessário.”
O projeto de investigação começou em 2016.

## Outros arquivos
- Simetrias de rotação do dodecaedro